# Władysław Anders
Władysław Albert Anders, född 11 augusti 1892 i Krośniewice-Błonie nära Kutno i Guvernementet Warszawa, död 12 maj 1970 i London, var en polsk general och politiker i den polska exilregeringen i London under andra världskriget. Han var överbefälhavare 1944-1945. 

## Biografi

### Tidig militär karriär
Anders studerade vid tekniska högskolan i Riga och vid militärhögskolan i Petrograd. Under polsk-sovjetiska kriget 1919-1921 ledde han ett kavalleriregemente. Anders och hans regemente blev dekorerat i april 1921 med Virtuti Militari, Polens högsta militära orden. Anders studerade därefter under tre år kavalleristrategi vid krigshögskolan i Paris. Vid Józef Piłsudskis statskupp 1926 ledde Anders, som överste, försvaret av den lagliga regeringen. När regeringen kapitulerade blev han kort internerad, och återsatt i tjänst. 1934 blev Anders utnämnd till brigadgeneral, en av de yngsta i armén.

### Krigsutbrott och fångenskap
Vid det tyska anfallet mot Polen i september 1939 var han befälhavare för en kavallerienhet i Mazowsze  och blev svårt sårad och tillfångatagen av sovjetiska styrkor vid reträtten till gränsen mot Ungern och Rumänien. I februari 1940 flyttades han till NKVDs fängelser i Moskva, Lubjanka och Butyrka. Efter Tysklands anfall på Sovjetunionen i juni 1941 frigavs de polska krigsfångarna i Sovjetunionen genom ett engelskt-sovjetiskt avtal, för att bilda en polsk armé i Sovjetunionen. General Sikorski utsåg den ryskkunnige Anders, som samtidigt frigivits från Lubjanka-fängelset i Moskva, till överbefälhavare för den polska armén i Sovjetunionen. Från 4 augusti 1941 arbetade han med att bilda polska väpnade styrkor i Sovjetunionen av undernärda och utmattade polska GULAG- och krigsfångar.

### I de västallierades tjänst
De polska trupperna samlades i Uzbekistan och fick lov att utvandra via Persien till Brittiska Palestinamandatet för att där sätta upp polska andra kåren. Anders ledde den andra kåren under de västallierades italienoffensiv. Italienoffensiven sammanföll med att den brittiska regeringen valde att inte driva Polenfrågan mot Stalin och förespråkade att Polen skulle avstå områden öster om Curzonlinjen, det vill säga de områden som majoriteten av Anders armé kom ifrån.
Anders hade en närmast legendarisk ställning bland polska emigranter och dissidenter. De visade honom stor tacksamhet för bedriften att rädda polacker från Stalins koncentrationsläger. Trots hjältestatus var han persona non grata hos den socialistiska regimen i Polen, genom att vara ett levande bevis för stalinismens brott.
Anders blev belönad med Polens högsta tapperhetsmedalj Virtuti Militari, brittiska Bathorden, franska Hederslegionen, amerikanska Legion of Merit och postumt polska Vita örns orden.
Trots sovjetiska utlämningskrav av Ukrainska befrielsearmé-soldater, skyddade Anders dem som varande medborgare i Polska republiken. Den ukrainska befrielsearmén som tillhörde det nazityska Wehrmacht hade efter kriget lyckades ta sig in på västallierat område där de togs som krigsfångar och överfördes till krigsfångelägeret i Rimini i norra Italien, som kontrollerades av den polska exilarmén under general Anders. 
Den 26 september 1946 tog den kommunistiska interimsregeringen i Polen ifrån Anders och 75 andra polska officerare i väst deras polska medborgarskap (beslutet har dock annullerats den 23 november 1971, det vill säga efter Anders död, av den dåtida regeringen).

### Efterkrigstiden
Efter kriget bedrev Anders lobby för den polska frågan och verkade för att återskapa polsk militärstyrka i väst för att möta kalla krigets sovjetiska expansion. 1956, vid Nikita Chrusjtjovs och Nikolaj Bulganins besök i London, organiserade Anders och exilpolackerna en marsch genom centrala London med 20 000 demonstranter med krav på införande av demokrati i Polen och frigivning av polska fångar i sovjetiska arbetsläger och Gulag. I maj 1966 ledde Anders firande i exil av polska statens millennium, Fighting Poland Convention, med 45 000 deltagare.
Władysław Anders är begravd bland sina soldater på krigskyrkogården vid Monte Cassino.

## General Anders och utvandring av polska krigsfångar
Stalin lovade att försörja en väpnad styrka på maximalt 30 000 man, vilket senare ökades betydligt. Anders var dock övertygad att Nazityskland skulle segra och arbetade för att evakuera den polska armén.
I mars 1942 kom han överens med Stalin att begränsa den polska närvaron i Sovjetunionen till 44 000 man och fick lov att evakuera cirka 40 000 soldater via Persien och Irak till de allierade trupperna i Mellanöstern. Anders insisterade dock på att civila polacker som lyckats ta sig till de polska truppernas mönstrings- och utbildningsläger i Buzuluk vid Volga och Yangi-Yul i Uzbekistan skulle tas med, vilket sovjetiska myndigheter tillät med undantag för polska medborgare med judiskt, vitryskt eller ukrainskt ursprung. Den sovjetiska nationalitetsinskränkningen ledde till stora spänningar - många medlemmar av andra minoriteter utgav sig för att vara polacker men demaskerades av de äkta som befarade att de själva åter skulle fängslas om deras "falska" kamrater skulle avslöjas. Trots det sovjetiska förbudet, anslöt sig några tusen medlemmar av dessa nationaliteter till de polska styrkorna, bl.a. följde 6 000 judar, soldater och civila med. 3000 judiska soldater deserterade i Palestina och 1000 valde att stanna, bland annat korpral Menachem Begin. Anders avstod från att dra dem inför krigsrätt då han tvekade om deras motivation att delta i strider.
Efter förhandlingar med britterna, som behövde soldater mer än flyktingar, ändrades sammansättningen till 33 000 soldater och 11 000 civila. Många av polackerna fick ta sig till fots till Uzbekistan från Ryssland i brist på transporter. Evakueringen skedde med fartyg från Krasnovodsk, vid sydöstra delen av Kaspiska havet till Pahlevi (nuvarande Bandar Anzali) i Persien (Iran). 
Anders önskan att evakuera alla polacker sammanföll på våren 1942 med Churchills behov av trupper i Mellanöstern. Stalin stödde också planen, troligen med tanke på försörjningsläget, men också tanken på att bryta kontakten med den provisoriska polska regeringen i London kan ha funnits redan i detta tidiga skede. 26 juli 1942, efter Władysław Sikorskis, Anders och Churchills långvariga diplomati och flera sovjetiska hinder, fick Anders sovjetiskt tillstånd att evakuera hela armén och evakueringen blev avslutad i augusti. Den här gången lämnade 70 000 polacker Sovjetunionen. Totalt alltså 115 000 personer, varav 74 000 polska krigsfångar och 41 000 civila. Styrkan anslöt sig till den polska Andra Kåren som höll på att bildas i Palestina hos de allierade i väst. Andra Kåren deltog senare under hans ledning i Italienkampanjen 1944 med kulmen under det blodiga slaget om Monte Cassino, erövringen av Ancona och Bologna. Tiotusentals soldater blev dock kvar i Sovjetunionen. I och med att tyska trupper tillfångatogs övertog den andra kåren tvångsrekryterade polacker i den tyska armén.
I spåren efter den andra kåren följde det "vandrande lilla Polen", med barnhem, mödra- och barnavård, utbildning av sjuksköterskor som under Italienkampanjen stationerades i Bari och polsk press med tidningar som "Orzeł biały" (Vita örnen), "Dziennik Żołnierza" (Soldatens krigsdagbok) och "Gazeta Żołnierza" (Soldatens dagstidning) i Bari. Det polska tryckeriet blev sedermera stationerad i Rom och som första förlag i världen publicerade en karta över sovjetiska GULAG-koncentrationsläger och avslöjade bredden av förtrycket i boken K. Zamorski och S.Starzewski "Sprawiedliwość Sowiecka" ("Sovjetisk rättvisa", 1945) samt i J.Czapskis "Wspomnienia starobielskie" (1944) berördes Katynmassakern som avslöjades året innan.

## Kuriosa
- Polska senaten utnämnde året 2007 som "General Anders år".[21]

## Utmärkelser
- Georgsorden, fjärde klass,  1915
- Silverkors av Virtuti Militari,  1921
- Riddare av Hederslegionen,  1921
- Officer av Polonia Restituta,  1925
- Kommendör av Sankt Savaorden,  1926
- Kommendör av Polonia Restituta,  1938
- Guldkors av Virtuti Militari,  1944
- Riddarkors av Virtuti Militari,  1944
- Riddare av Order pro Merito Melitensi,  1944
- Kommendör av Legion of Merit,  20 augusti 1944
- Kommendörskors av Virtuti Militari,  1945
- Uthållighetsstjärnan,  1984
- Vita örnens orden,  11 november 1995[22]
- Plakett för sår och skador
- Interallierade segermedaljen 1914–1918
- Krigskors för militär tapperhet
- Tapperhetskorset
- Croix de Guerre 1939–1945
- Officer av Vita lejonets orden
- Italiens krigsförtjänstkors
- War Medal 1939–1945
- Lafayetteorden
- Sankt Annas orden, andra klass
- Sankt Vladimirs orden, fjärde klassen med svärd och band
- Homa-Youneorden
- Medalj för tio år av återvunnen frihet
- Sankt Annas orden, tredje klass
- Sankt Annas orden, fjärde klass
- Monte Cassino-korset
- Italy Star
- 1939–45 Star
- Polens armémedalj
- Armia Krajowa-korset
- Gyllene förtjänstkors med svärd
- Bronsmedalj för långvarig tjänst
- Silvermedalj för långvarig tjänst
- Defence Medal
- Krzyż i Medal Niepodległości
- Krigsminnesmedalj 1918–1921
- Polens gyllene förtjänstkors
- Kommendör av Hederslegionen
- Knight Commander av Bathorden
- Sankt Stanislausorden, andra klassen
- Storkorsriddare av Sankt Mauritius och Sankt Lazarusorden
- Sankt Stanislausorden, tredje klass

[Redigera Wikidata]